# Кечаари, Георгий Аветисович
Георгий Аветисович Кечаари (Жора Кечаари; азерб. Georgi Avetisoviç Keçaari, удин. Jora Keçaari; 25 июля 1930, посёлок Нидж, Куткашенский район, Азербайджанская ССР — 8 сентября 2006, Нидж, Габалинский район, Азербайджан) — удинский и азербайджанский журналист-востоковед, филолог, писатель

-переводчик, историк, просветитель, общественный деятель. В 1991 году создал центр народной культуры удин «Орайн» в с. Нидж и долго руководил этим центром. Кечаари первым поднял вопрос о реставрации сельской церкви и внёс значительный вклад в это дело.

## Биография
Георгий Кечаари родился 25 июля 1930 г. в с. Нидж Куткашенского района (ныне Габалинского района), в семье крестьянина.

## Творчество
Наряду с преподавательской деятельностью занимался творчеством. Совместно с учёным Айдыновым разработал удинский букварь (ТӀитӀир) и программу школьного преподавания удинского языка, опубликовал на удинском языке ряд оригинальных и переводных произведений. Автор многих других статей и книг, посвящённых жизни и истории удинского народа, их обычаям, традициям

## Сочинения
- «Нана очъал»[2] («Родная земля») — сборник произведений различных авторов на удинском языке.
- «Орайин»[3] («Родник») — сборник удинского фольклора (сказки, легенды, пословицы, анекдоты) и авторские произведения.
- «Бурухмух»[4] («Горы») — авторские произведения и переводы более 150 представителей азербайджанской литературы.
- «Ocaq başında rəqs» («Танец у костра») — сборник удинского фольклора (азерб.).
- «Udinlərdə ənənəvi toy mərasimləri» («Традиционные свадебные церемонии удинов») (азерб.).
- «Шнурок» — сборник коротких смешных историй (народное творчество).